# Lisa-Carolin Nemec
Lisa-Carolin Nemec (* 1991 in Wien) ist eine österreichische Schauspielerin.

## Leben
Lisa-Carolin Nemec wurde in Wien geboren und wuchs in Donaustadt, Aspern auf. Sie studierte Schauspiel an der Schauspielschule Krauss in Wien unter der Direktion von Michaela Krauss-Boneau. Einflussreiche Dozenten waren Birgit Linauer und Reinhardt Winter. Lisa-Carolin Nemec schloss die Ausbildung 2016 mit dem Diplomstück Waisen (Regie: Birgit Linauer) ab.
Zum ersten Mal vor der Kamera stand Nemec 2015 in dem Kurzfilm Heidenröslein (Regie: Barbara Schärf). In den nächsten fünf Jahren wirkte sie in tragender Rolle in weiteren Kurzfilm-Produktionen der Filmakademie Wien.
Als Bühnendarstellerin folgte ein Engagement am Theater der Jugend, Wien. In der Saison 2018/19 hatte sie einen Ensemblevertrag am Theater in der Josefstadt. Sie war dort in Der Bauer als Millionär (als Lottchen) und in Eine Frau - Mary Page Marlowe (als Wendy) zu sehen. 2019–2020 übernahm sie den Part der Prinzessin in Der gestiefelte Kater am Landestheater Niederösterreich in St. Pölten. Für Theater zum Fürchten stand Nemec bei Der zerbrochene Krug sowie Figaro lässt sich scheiden auf den Bühnen von Stadttheater Mödling und Scala Wien.
Das Kinofilmdebüt hatte Lisa-Carolin Nemec in der Rolle der Anja im Kinofilm L’Animale, unter der Regie von Katharina Mückstein. Der Film feierte 2018 seine Premiere auf der Berlinale, wo er für den Panorama-Publikumspreis nominiert wurde. Im selben Jahr gewann das gesamte Ensemble in Graz den Diagonale-Schauspielpreis. Für das Fernsehen wirkte sie in Episodenrollen bei SOKO Donau und Letzter Wille. 2020 spielte Nemec an der Seite von Julia Franz Richter in der Landkrimi-Produktion Vier (Regie: Marie Kreutzer) mit. Der Film erhielt mehrere Preise und Nominierungen, darunter die Auszeichnung „Fernsehbiber“ auf den Biberbacher Festspielen und den Hauptpreis am Fernsehfilmfestival Baden-Baden. Außerdem hat sie an Musikvideo-Produktionen für Oehl, Felix Kramer, sowie Mynth mitgewirkt.
Seit 2021 ist Lisa-Carolin Nemec verheiratet.

## Filmografie (Auswahl)
- 2017 SOKO Donau - Lange Schatten (Regie: Filippos Tsitos)
- 2018 L’Animale (Regie: Katharina Mückstein)
- 2020 Landkrimi - Vier (Regie: Marie Kreutzer)
- 2023 Sterne unter der Stadt (Regie: Chris Raiber)
- 2024 Im Haus der alten Augustin (Regie: Gerald Pribek)

## Theater (Auswahl)
- 2016 Waisen (Wachauer Festspiele)
- 2017 Peter Pan (Theater der Jugend, Wien)
- 2018 Titanic (Bronski & Grünberg, Wien)
- 2018 Der Bauer als Millionär (Theater in der Josefstadt, Wien)
- 2019 Eine Frau - Mary Page Marlowe (Kammerspiele Wien)
- 2019/2020 Der gestiefelte Kater (Landestheater Niederösterreich)
- 2020/2021 Der zerbrochene Krug (Stadttheater Mödling / Scala Wien)
- 2022 Pünktchen & Anton (Theater Akzent, Wien)
- 2023 Figaro lässt sich scheiden (Stadttheater Mödling / Scala Wien)

## Auszeichnungen
- 2018 Diagonale Schauspielpreis für das gesamte Ensemble von L'Animale.

Die Begründung der Jury:

„Dieser Film hinterfragt Geschlechterklischees und gängige Konzepte von Weiblichkeit und Männlichkeit. Er zeigt Menschen auf der Suche nach ihrem Platz in der Welt. Getragen wird dieser Film von einem Ensemble, dessen Konzentration und schauspielerische Nuanciertheit in den größeren wie in den kleineren Rollen die Schauspieljury sehr beeindruckt haben.
Um ein Zeichen zu setzen für die darstellerische Vielfalt und für eine Generation von Schauspielerinnen und Schauspielern, die mit sichtbar großer Lust am Spielen gesellschaftlich wichtige Themen setzt, haben wir beschlossen, den Preis für die beste darstellerische Leistung diesmal nicht an eine Einzelperson und nicht gegendert, sondern an das Ensemble von L’Animale zu vergeben.“

- 2024 Diagonale Lobende Erwähnung der Spielfilm-Jury für Im Haus der alten Augustin.

Die Begründung der Jury:

„Es ist ein Werk eines offensichtlich leidenschaftlichen Filmliebhabers, das ein Feuerwerk filmgeschichtlicher Referenzen entzündet. Fassbinder, und die Novel Vague aber auch Lynch und Hitchcock kamen uns in den Sinn. Mit großer Spiel- und Erzählfreude, mit Lust auch an Can & Trash arrangiert »Im Haus der alten Augustin« Genre-Versatzstücke und verschränkt Thrillerplot und Liebesgeschichte. Die betört mit einer unwiderstehlichen selbstbewussten weiblichen Hauptfigur und rasanten Schlagabtäuschen zwischen den Liebenden, deren Tempo und Dynamik an Scovel comedies erinnern. Handwerklich mutet dieser ganz und gar unabhängig produzierter Film in Teilen roh und ungestüm an, er erzielt aber gerade so einen Look von filmischer Materialität, die die Zeit und den Schauplatz des Geschehens kongenial erfassen. Die österreichische Provinz der 1980er Jahre. Zusammen mit einem Kleinstteam hat Regisseur Gerald Pribek ein atmosphärisch dichtes und ungeheuer charmantes Werk geschaffen, das uns verzaubert hat und von dem eine ansteckende Liebe an das Kino ausgeht. Wir gratulieren sehr herzlich Gerald Pribek, mach weiter!“